# Reichsforst (Fichtelgebirge)
Der Reichsforst ist ein bis 705 m ü. NHN hoher und dicht bewaldeter Höhenrücken zwischen Röslausenke und Wondreb-Graben am südöstlichen Rand des Fichtelgebirges.
Naturräumlich gehört der Reichsforst zur Haupteinheit Hohes Fichtelgebirge (394). Nach einer weiteren Untergliederung durch das Bayerische Landesamt für Umwelt (LfU) wird der Reichsforst zur Naturraum-Einheit Steinwald (394-C) gezählt. 

## Geographie

### Lage
Er ist mit 26 km² das größte zusammenhängende Basaltgebiet des Fichtelgebirges und liegt in den Landkreisen Tirschenreuth und Wunsiedel (Nordostbayern). Abgegrenzt wird dieser Landschaftsraum im Osten von Glasmühlbach und Feisnitz zum Kohlwald und im Westen von der Senke Pechbrunn-Groschlattengrün mit der Autobahn A 93, dem Tal des Seiberts- und des Rohrbaches und der Bahnstrecke Weiden–Oberkotzau zum Steinwald.
Eine Besonderheit bildet der als Nördlicher Steinwald bezeichnete Pechofener Wald, der sowohl Gebietsanteile am Steinwald als auch am Reichsforst hat.
Er war bis 1995 ein gemeindefreies Gebiet mit einer Fläche von 10.889 km².

### Berge
Nennenswerte Vulkanruinen im Reichsforst und seiner Nachbarschaft sind von Ost nach West (Höhenangaben in m ü. NHN):
Konnsberg (613 m), Lehenbühl (620 m), Gommelberg (567 m), Gulgberg (579 m), Streuleite (582 m), Steinbühl (575 m), Büchlberg (651 m; Nebengipfel mit Skilift und Sommerrodelbahn), Hirschentanz (644 m; Steinbruch), Elmberg (618 m), Finkenberg (607 m), Preisberg (636 m), Ruheberg (693 m; Naturschutzgebiet), Steinhügel (677 m), Steinberg (705 m; höchste Erhebung im Reichsforst) und Wappenstein (672 m; Naturdenkmal).
Manche bis in das 18. Jahrhundert verwendete Bergnamen, wie Dornberg, Boreckberg oder Pastleiten (Pabstleit[h]en bzw. Papstleit[h]en?), können in heutigen Kartenwerken nicht mehr gefunden werden.

## Topografie
Der heutige Reichsforst ist der Rest des weit größeren Königsforstes, der die Wälder von Selb, Marktleuthen, Liebenstein, Altkinsberg, Arzberg, Seußen, Brand und Wölsau umfasste.
Mit der Verwaltung des Forstes als erbliches Forstmeisteramt betraute König Albrecht wahrscheinlich im Jahr 1306 den aus der Egerländer Ministerialität stammenden Albrecht VI. Nothaft. 1310 übertrug König Heinrich der VII. der Familie Nothafft die Aufsicht über den Reichsforst. Später gingen Teile des Reichslehens an adelige Herrschaften über und auch die Markgrafen von Brandenburg-Kulmbach-Bayreuth erwarben Teile des Waldgebietes. Auch das Stift Waldsassen erhielt Teile des Reichswalds. Die Waldungen des Reichsforstes gehören heute überwiegend dem bayerischen Staat, zuständig ist der Forstbetrieb Waldsassen.
Vom Fichtelgebirgsverein markierte Wanderwege führen von folgenden Orten aus zu den Basalterhebungen: Marktredwitz, Brand bei Marktredwitz, Wanderparkplatz Feisnitzstausee (Arzberg), Konnersreuth und Großbüchlberg.

## Gewässer
Die zwischen Ruheberg und Streuleite entspringende Lausnitz ist der größte Wasserlauf im Reichsforst. Daneben gibt es zahlreiche Gräben und Weiher. Die Lausnitz fließt in südöstliche Richtung und mündet bei Terschnitz (Gemeinde Leonberg) als linker Zufluss in die Wondreb.

## Geologie und Botanik
Im Reichsforst steht Basalt an, ein tertiäres Eruptivgestein, das zu einer von den Orten Karlsbad und Eger in der Tschechischen Republik nach Nordostbayern hineinreichenden Vulkanzone gehört. Die Alpenauffaltung löste auch dort tektonische Bewegungen aus. Im Gestein brachen viele Spalten und Klüfte ein. Aus dem Erdinnern drang glutflüssige Magma in die Bruchstellen ein (Basaltvulkanismus). Auf dem Weg nach oben erstarrte der Schmelzfluss zu basaltischen Gängen, wobei sich oft prächtige Säulen bildeten. In den folgenden Jahrmillionen wurden die Deckschichten durch Erosion abgetragen und so die härteren Basalte freigelegt, die in der Landschaft als Lavadecken (Reichsforst) oder Kegelberge hervortreten. Am Südhang des Wappensteines, am Silberrangen, findet man Basalttuff.
Bekannt wurde dieses Gebiet auch durch Funde des Minerals Zirkon – einer Verbindung aus Silizium, Sauerstoff und dem Schwermetall Zirkonium. Zirkon-Körner kommen in der Erdkruste relativ häufig vor, meist nicht einmal 0,3 Millimeter groß. Doch die Kristalle, die man im Reichsforst findet, messen bis zu 3 Zentimeter. Auch das Vorkommen von Diamanten im Reichsforst-Gebiet wird nicht ausgeschlossen.
Große Bedeutung hat die Basaltflora – Mineralreichtum (hoher Kalkgehalt) und eine hohe Wärmekapazität des Bodens sind Gründe für die Artenvielfalt. Die Gipfelbereiche werden von einem lichten Laubmischwald eingenommen. Außergewöhnlich vielfältig sind Strauch- und Kraut-Gras-Schichten sowie 32 seltene Pflanzen. Der Gipfelbereich des Ruhebergs wurde am 30. März 2001 durch Beschluss der Regierung von Oberfranken unter Naturschutz gestellt, der Gipfel des Wappensteins hat den Schutzstatus Naturdenkmal.

## Ortschaften

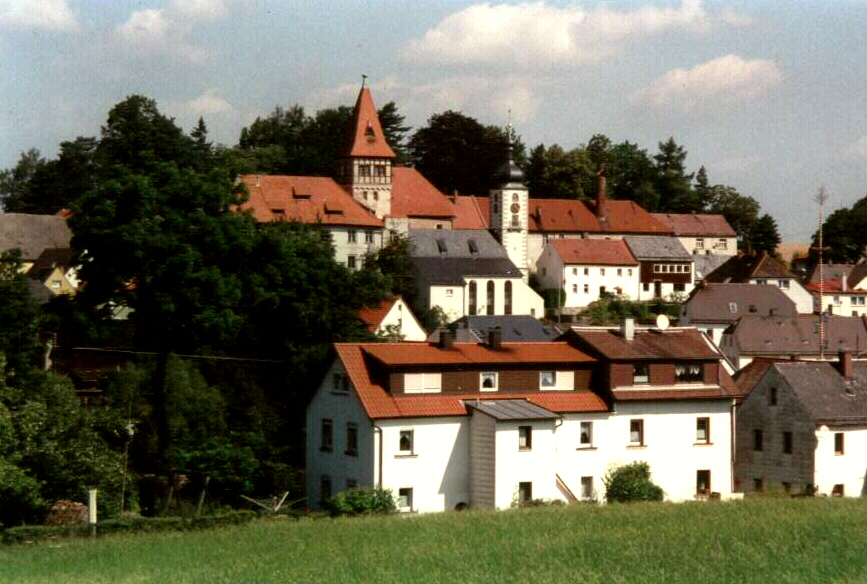
Der Ort Brand bei Marktredwitz liegt am Nordrand des Reichsforstes

| - Wölsau - Brand - Seußen - Haid | - Preisdorf - Höflas - Konnersreuth - Kondrau | - Pleußen - Großbüchlberg - Kleinbüchlberg - Mitterteich | - Pechbrunn - Groschlattengrün - Haingrün - Marktredwitz |

## Siedlungsspuren und Altstraßen
An der Nordwestflanke des Steinberges im Reichsforst, in der Flur Ruhstatt nahe der Regierungsbezirksgrenze, entdeckte ein Haingrüner Landwirt im Herbst 1960 auf einer großen dreiseitig von Wald umgebenen Wiese zufällig einen jungsteinzeitlichen Siedlungsplatz. Bei einer Nachsuche wurde neolithische Keramik gefunden. Als nichtkeramische Funde kamen Artefakte aus Chalcedon und Jaspis sowie mittelalterliche Fundgegenstände zu Tage. Ein rekonstruiertes Tongefäß ist im Fichtelgebirgsmuseum in Wunsiedel ausgestellt.
Von einem sehr alten Verkehrsweg, der aus dem fränkischen Raum kam, über den Reichsforst verlief, und nach Eger in Böhmen führte, wird berichtet.

## Territoriale Zugehörigkeit
Durch den Reichsforst verläuft seit dem Jahr 1810 die Grenze der bayerischen Regierungsbezirke Oberfranken und Oberpfalz. Das Basaltgebirge war aber schon Jahrhunderte vorher eine Art Grenzgebirge. Eine erste Abgrenzung zwischen zwei Herrschaftsgebieten fand im Jahr 1362 statt. Südlich des Reichsforstes hatte sich ab 1133 das Stiftland Waldsassen gebildet, das zumindest bis 1571 politisch eigenständig und dessen nördliche Grenze der Reichsforst war. Nördlich davon erwarben ab 1285 die hohenzollerischen Burggrafen von Nürnberg Gebietsteile. Eine feste Abgrenzung des Stiftlandes im Reichsforst geschah, als der Egerer Landrichter Bohuslaw von Schwanberg im Jahr 1362 im Auftrag des Kaisers eine Rainung gegenüber dem Reichsforst vornahm und den Grenzverlauf von Reutlas (heute Ortsteil der Stadt Marktredwitz) ausgehend bis Forchheim (abgegangene Siedlung zwei Kilometer westlich von Pechtnersreuth) durch einen Graben festlegte. Diese Grenze blieb in den nachfolgenden Jahrhunderten im Fürstentum Obere Pfalz, in Kurbayern und im Königreich Bayern gültig, wenn es auch sehr häufig mit den benachbarten Markgrafen von Brandenburg-Kulmbach-Bayreuth zu „Irrungen“ und manchen Grenzstreitigkeiten kam. Die letzte Grenzfestlegung erfolgte im Jahr 1803, als dort die preußische Provinz Bayreuth an das Königreich Bayern grenzte und die teilweise noch vorhandenen Preußensteine gesetzt wurden. 1810 erledigten sich alle Grenzformalitäten, als die preußische Provinz nach französischer Besetzung zum Königreich Bayern kam.

## Geschichte
Der bis ins 19. Jahrhundert verwendete Name Weißensteiner Kette für die Südostflanke des Fichtelgebirges geriet in Vergessenheit und wird nicht mehr verwendet.

## Der Wappenstein
Neben den Preußensteinen erinnert der Wappenstein an die einstige Landesgrenze. Er liegt etwa einen Kilometer Luftlinie von Groschlattengrün (Gemeinde Pechbrunn, Landkreis Tirschenreuth) entfernt auf einem kleinen Basaltkegel. Man erreicht die Anhöhe von Groschlattengrün aus auf einem markierten Wanderweg (weißes Feld, blauer Querstrich) nach etwa 1,6 Kilometern.
Auf der Ostseite des Felsens befindet sich das 27 × 27 cm große Wappen der Hohenzollern. Auf der Westseite ist ein Kreuz angebracht. Der erste schriftliche Hinweis auf den Wappenstein steht im Landbuch der Sechsämter von 1499 in der Beschreibung des Reichsforstes als „ein gros holtz bey zweien meiln lanng unnd einer meil prait“. Die Grenzbeschreibung lautet dort: „...und vom Atterbrunlein unterm perg hinauff ann fels, das mit der herschaft wapen weis und schwarz geviertet verzeichent ist...“. Auch in späteren Grenzbeschreibungen sind Hinweise auf das Wappen zu finden. Die Grenze verlief über die Anhöhen des Reichsforstes, die heutige Regierungsbezirksgrenze zwischen Oberpfalz und Oberfranken verläuft nördlich des Wappensteins, der sich jetzt auf Oberpfälzer Gebiet befindet. Dort treffen auch die Landkreise Wunsiedel im Fichtelgebirge und Tirschenreuth aufeinander.

## Wirtschaftliche Nutzungen
Die Wälder des Reichsforstes lieferten Holz und dienten als Schafweide. Wie aus dem Landbuch der Sechsämter hervorgeht, waren Forstknechte angestellt, die über Recht und Ordnung zu wachen hatten. Am Nordhang des Steinberges, bei Haingrün (Ortsteil der Stadt Marktredwitz), gab es im 19. Jahrhundert Gruben, in denen Kaolin für die Porzellanfirma C. M. Hutschenreuther abgebaut wurde. Rund um den Reichsforst befand sich eine Reihe von Basaltbrüchen, in denen hochwertiges Material gefördert wurde (z. B. Bruch Weidersberg).

## Karten
- Bayerisches Landesvermessungsamt: UK 50-13 Naturpark Fichtelgebirge/Steinwald östlicher Teil, Maßstab 1:50.000